# Jean Berne-Bellecour
Pour les articles homonymes, voir Berne-Bellecour, Berne (homonymie) et Bellecour.
Jean Berne-Bellecour né le 14 août 1874 à Saint-Germain-en-Laye et mort le 11 mai 1938 à Paris est un peintre français.

## Biographie

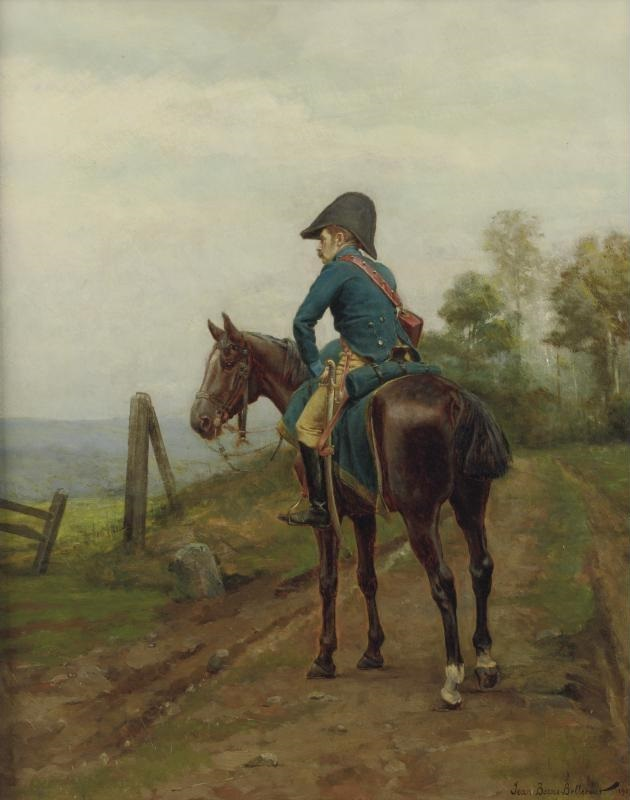
Soldat monté (1907), huile sur panneau de bois, localisation inconnue.

Fils et élève du peintre Étienne-Prosper Berne-Bellecour (1838-1910), Jean Hippolyte Berne-Bellecour expose au Salon des artistes français, au Salon des indépendants et dans de nombreuses villes telles Mulhouse, Lille, Douai et Lyon. Il se fait remarquer pour ses effets de neige. 
Le 20 février 1913, il épouse Juliette Louise Trempu dans le 17e arrondissement de Paris.
Pendant la Première Guerre mondiale, il devient peintre militaire et obtient une médaille de la Société des artistes français. 
Ses œuvres sont notamment conservées au musée des Beaux-Arts de Mulhouse et au musée des Beaux-Arts de San Francisco.

## Œuvres
- Soir sur la neige, médaillée au Salon de 1919), localisation inconnue.
- Derniers rayons, médaillée au Salon de 1927, localisation inconnue.
- Leur calvaire, musée des Beaux-Arts de San Francisco.
- Prisonniers allemands à Souilly, musée des Beaux-Arts de Mulhouse.
- Fresques décoratives, Orsay, château de Maurice Bunau-Varilla.
- Cavalier hindou, héritiers de la collection de la reine Alexandra.
- Épisodes de guerre, Auxerre, musée Leblanc-Duvernoy.
- Portrait de Guynemer, Paris, musée de l'Armée.
- Environs de Chamonix, Salon de 1929, localisation inconnue.
- Dans la tranchée, aquarelle, localisation inconnue.
- Le Soldat hindou, aquarelle, localisation inconnue.
- Bataille de la Marne 1918, dans les trous individuels (1918), musée franco-américain du château de Blérancourt.
- Le Lunain sous la neige, 1923, Nemours, Château-Musée

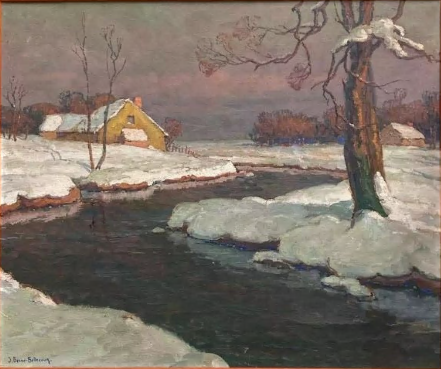
Le Lunain sous la neige, 1923, huile sur toile, 46 x 55 cm, Nemours, Château-Musée.